# Elena Alvarez Lutz

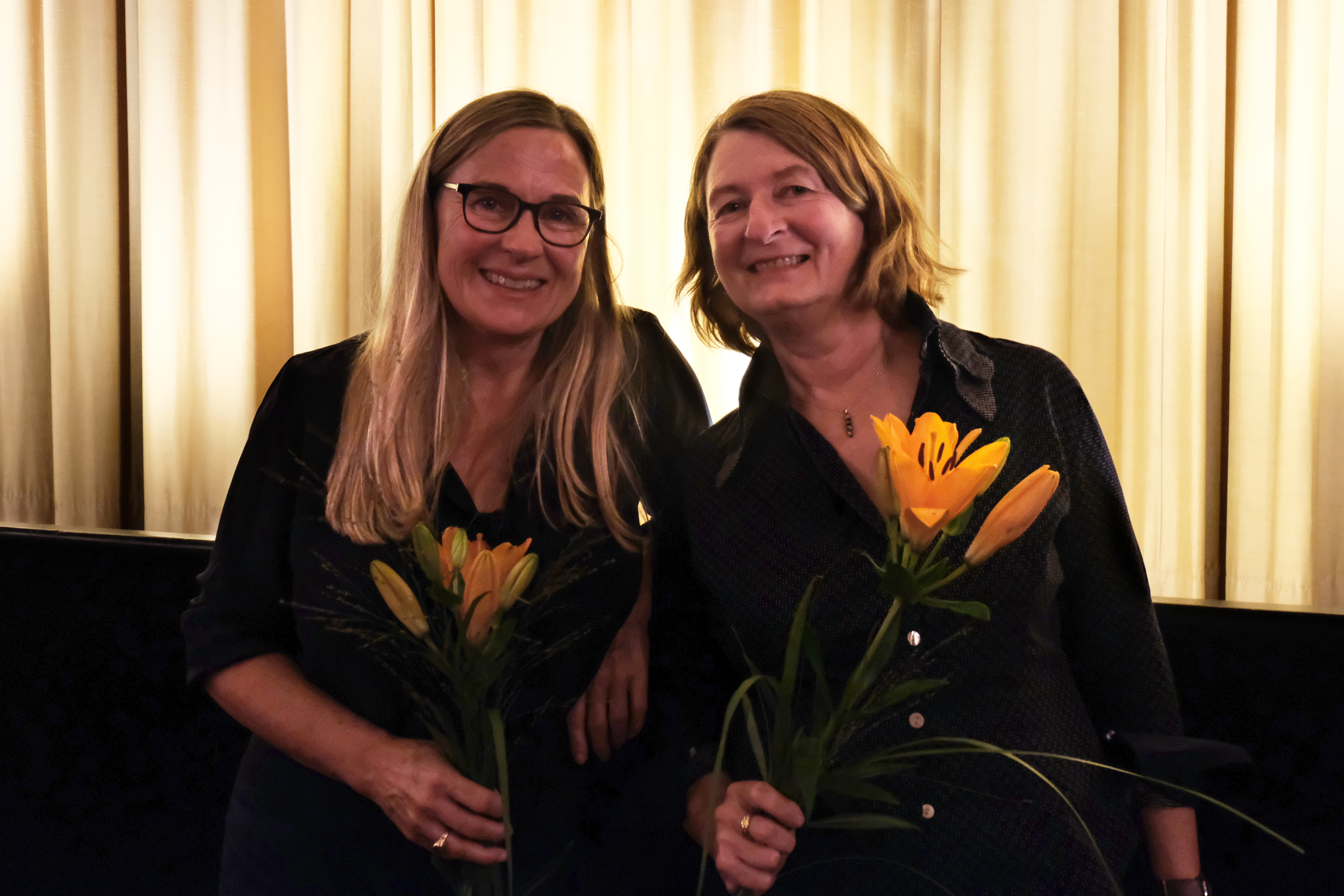
Elena Alvarez Lutz (links) mit Helen Britton bei einer Vorstellung von Hunter from Elsewhere (2021)

Elena Alvarez Lutz (* 8. September 1964 in München), auch Helen Alvarez Lutz, ist eine deutsch-spanische Filmregisseurin, Drehbuchautorin, Moderatorin und Synchronsprecherin.

## Leben
Elena Alvarez Lutz ist in München geboren und in Madrid und Málaga aufgewachsen. Sie studierte an der Hochschule für Fernsehen und Film München Regie und erhielt 2000 ihr Diplom.
Ihr Arbeitsbereich erstreckt sich über Kinofilm, Fernsehspiel, Musical und Theater.
Von 2008 bis 2009 war sie als CvD Woidboyz für die Sendung Südwild im Bayerischen Fernsehen verantwortlich. Seit 2010 ist sie Autorin für die BR-Sendung Quer durch die Woche mit Christoph Süß und Capriccio, für die sie auch die Reihe Sozusagen mit Knut Cordsen (Text) inszeniert. Von 2010 bis 2012 war sie Lehrbeauftragte an der Akademie der Bildenden Künste München, Fachbereich Ästhetik. Alvarez publizierte mehrere literarische Werke.
2003 erhielt sie ein 18-monatiges Arbeitsstipendium des Bayerischen Staatsministeriums für Wissenschaft, Forschung und Kunst für Stoff- und Drehbuchentwicklung sowie 2006 das Paul-Maar-Stipendium für Kinder- u. Jugendtheater.
Als Regisseurin drehte sie unter anderem den langen Dokumentarfilm Kinderrepublik (1999), den Kurzspielfilm Himmelbett (Midsommar Stories) und Blumenbar (2004). Im Sommer 2020 gründete sie die „ochobarcos / eightboats filmproduktion“, mit der sie den Film Hunter From Elsewhere – A Journey With Helen Britton und „Saddling of a Mule“  produzierte.

## Filmografie (Auswahl)
- 1989: Nach dem Essen, Regie, Drehbuch
- 1989: Verfolgte Wege, Regie-Assistenz
- 1989: Milan, Regie-Assistenz
- 1993: My Indian Boy, Regie-Assistenz, Ton
- 1994: Kinderrepublik. Das Kinderhaus: Insel vergangener Ideale?, Regie
- 1999: Midsommar Stories, Regie
- 2000: Die Augenfalle, Regie, Drehbuch[1]
- 2021: Hunter From Elsewhere – A Journey With Helen Britton, Dokumentarfilm, 97 Min, Regie und Produktion
- 2021: Saddling of a Mule, Kurzfilm, 9 Min, Regie, Kamera, Produktion,
- 2021: Zwischen Zeit/en – die neue Isarphilharmonie, Dokumentarfilm, 45 Min, Regie, Bayerisches Fernsehen
- 2023: Bröckelnde Denkmäler – Klimawandel bedroht Kulturschätze, 6 Minuten, TV-Magazinbeitrag, Quer, Bayerisches Fernsehen,  Regie

## Sprechrollen (Auswahl)
Sprechrollen in Filmen
- Angela Jones (als Gabriela) in Curdled – Der Wahnsinn (1996)
- Lucia Sanchez (als Maria) in SitcomSitcom (1998)
- Victoria Abril (als Lola) in 101 Reykjavík (2000)
- Kate del Castillo (als Laura) in Trade – Willkommen in Amerika (2007)
- Mercedes Herrero (als Bankangestellte) in Deception – Tödliche Versuchung (2008)
- Ana Torrent (als Katherin von Aragon) in Die Schwester der Königin (2008)
- Blanca Li (als Manuela) in Affären à la carte (2009)
- Marcela Pizarro (als Mrs. Delgado) in Liebe und Eis 4 – Feuer und Eis (2010)
- Roselyn Sánchez (als Agent Lisa Morales) in Act of Valor (2012)
- Giovanna Zacarías (als Juanita) in Border Run – Tödliche Grenze (2012)
- Millie Tirelli (als Mrs. Barea) in Broken City (2013)
- Sivan Raphaely (als Mrs. Delgado) in The Salvation – Spur der Vergeltung (2014)
- Diana-Maria Riva (als Señora Diaz) in City of McFarland (2015)[3]

Sprechrollen in Serien
- Maria Doyle Kennedy (als Königin Katharina von Aragon) in Die Tudors (2007–2010)
- Marlene Forte (als Dr. Escodera) in Community (2009–)
- Marlene Forte (als Soledad) in Eastbound & Down (2009–2013)
- Millie Tirelli (als Maria) in Kidnapped – 13 Tage Hoffnung (2006–2007)
- Millie Tirelli (als Ana Hernandez) in The Blacklist (2013–)
- Yeniffer Behrens (als Reina Alfaro) in In Plain Sight – In der Schusslinie (2008–2012)
- Lupe Carranza (als Concepcion Reyes), Yvonne Delarosa (als Estella Ramirez) und Kamala Lopez-Dawson (als Ms. Nunez) in Für alle Fälle Amy (1999–2005)
- Esther Mercado (als Mary Torres) in Prime Suspect (2011–2012)
- Sasha Behar (als Pilar) in Poirot (1989–2013)
- Bunnie Rivera (als Carmen) in Suburgatory (2011–2014)[3]

## Auszeichnung
- Deutscher Preis für Denkmalschutz – Medienpreis für den Magazinbeitrag Bröckelnde Denkmäler – Klimawandel bedroht Kulturschätze[4]